# Padule della Trappola
Il Padule della Trappola è un'area umida di tipo palustre che si estende per circa 490 ettari nel territorio comunale di Grosseto ed è inclusa nella parte settentrionale del Parco naturale della Maremma. È l'area di maggiore interesse per lo svernamento di oche e anatre di superficie inclusa fra le ICBP.

## Descrizione
La zona umida si trova in prossimità del litorale, pochi chilometri a sud della frazione di Principina a Mare, ed è delimitata a nord dall'estremità meridionale della Pineta del Tombolo, a sud dall'ultimo tratto del fiume Ombrone, a ovest dalla vegetazione dunale e retrodunale, mentre a est si esaurisce gradualmente nella pianura maremmana.
L'area è caratterizzata da una serie di acquitrini salmastri, che originariamente costituivano l'appendice meridionale dell'antico Lago Prile, prima delle opere di bonifica settecentesche dei Lorena; la vegetazione è quella tipica palustre.
Il padule è parzialmente visitabile percorrendo l'itinerario P1 del Parco della Maremma; è possibile effettuare attività di birdwatching per la presenza di numerosi uccelli migratori che stazionano nella zona per lo svernamento.
Tra le testimonianze architettoniche presenti nell'area, sono da segnalare la Torre della Trappola e la Cappella di Santa Maria alla Trappola; in passato vi erano anche le saline che permettevano l'approvvigionamento di sale alla città di Grosseto e, storicamente, anche alla Repubblica di Siena.

## L'area protetta
Il nome "Padule della Trappola, Bocca d'Ombrone" identifica due siti compresi nella rete Natura 2000, il sito di interesse comunitario e zona speciale di conservazione "Padule della Trappola, Bocca d'Ombrone" (IT51A0039) e l'omonima zona di protezione speciale (IT51A0013), è inoltre classificata come zona umida di importanza internazionale (convenzione di Ramsar), e sito di interesse regionale (SIR). 
Il Padule è un esempio relittuale di complessi palustri di elevato valore naturalistico. 
L'area è notevolmente valorizzata dalla permanenza dell'attività di pascolo brado (vacche e cavalli di razza Maremmana), svolta da entrambe le aziende agricole presenti.
I principali elementi di criticità interni al SIR sono: 
- Forte riduzione degli ambienti dunali e retrodunali, a causa dell'erosione costiera, con rapido degrado delle cenosi pioniere e di quelle più evolute.
- Riduzione della superficie complessiva delle zone umide, per scomparsa di ambienti dulciacquicoli prioritari (paludi calcaree a Cladium mariscus e Carex davalliana) o loro trasformazione in ambienti salmastri, a causa dell'erosione costiera.
- Sensibile riduzione dei contingenti di anatidi svernanti, in parte legata al progressivo degrado delle zone umide retrodunali, dovuto ai fenomeni di erosione costiera, che minacciano l'esistenza stessa di questi ambienti.
- Disturbo antropico, nell'area della foce del fiume Ombrone e nelle zone umide retrodunali, causato da bagnanti, nella stagione estiva, e da pescatori, escursionisti e birdwatchers, nel resto dell'anno, con riduzione della potenzialità riproduttiva e di svernamento e sosta per gli uccelli.
- Qualità non ottimale delle acque del fiume Ombrone.
- Estrema fragilità delle stazioni di Limonium etruscum, in serio pericolo a causa dei fenomeni di erosione costiera.

I principali elementi di criticità esterni al SIR sono : 
- Modificazioni nelle pratiche agricole e nella gestione del territorio, che favoriscono l'erosione costiera.
- Urbanizzazione costiera, legata al turismo estivo.
- Estrema rarefazione delle aree costiere allagate stagionalmente, che sono utilizzate a pascolo, con aumento dei fenomeni di frammentazione e isolamento, per le specie legate a questi ambienti.
- Qualità non ottimale delle acque del fiume Ombrone.

Le principali misure di conservazione da adottare sono :
1. Tutela e gestione degli ambienti palustri di acqua dolce e salmastri, comprendenti habitat prioritari e d'interesse comunitario, al fine di conservare gli habitat e incrementarne l'idoneità per alcune specie minacciate (EE).
2. Tutela dei cospicui contingenti di anatidi, limicoli, rapaci e passeriformi, migratori e svernanti (EE).
3. Conservazione delle attuali forme di gestione del territorio e uso del suolo, che portano a un'elevatissima eterogeneità ambientale, con presenza di habitat e specie ormai molto rari (EE).
4. Migliore organizzazione della fruizione, finalizzata anche alla limitazione del disturbo antropico, nelle aree umide retrodunali e lungo il tratto finale del fiume Ombrone (E).
5. Tutela delle stazioni di specie rare di flora (E).

Indicazioni per le misure di conservazione :
- Conservazione o incremento delle superfici attualmente occupate da ambienti palustri, mediante l'ampliamento di tali ambienti in zone interne non interessate dall'erosione costiera e/o mediante interventi per bloccare l'arretramento della linea di costa (EE).
- Mantenimento delle attività di pascolo brado, nelle superfici attualmente utilizzate, con interventi puntuali (scavi, recinzioni) finalizzati al controllo dell'accesso del bestiame ad alcune aree, durante i periodi critici (EE).
- Limitazione degli impatti negativi sulla fauna causati dal disturbo antropico diretto, mediante l'incremento dell'attività di sorveglianza (in particolare nei periodi di migrazione e svernamento), nelle zone ad accesso regolamentato, la manutenzione costante delle recinzioni, una migliore schermatura degli itinerari di visita, la regolamentazione della navigazione in canoa nel fiume Ombrone, e un'adeguata organizzazione delle visite guidate (E).
- Monitoraggio delle variazioni della linea di costa, dello stato di conservazione di habitat palustri e di costa sabbiosa e delle popolazioni di alcune specie animali rare o indicatrici, al fine di rilevare eventuali problemi legati al disturbo antropico o a carichi di pascolo non ottimali (E).
- Creazione di siti per nidificazione e/o dormitorio di uccelli acquatici, che siano difficilmente raggiungibili da predatori terrestri (M).

## Geomorfologia
La tipologia ambientale prevalente nel SIR è data dalle zone umide costiere, prevalentemente salmastre, allagate stagionalmente o in modo permanente. Esempio relittuale di complessi lacustri della piana grossetana, è un raro ecosistema di notevole valore naturalistico nel quale si conservano specie igrofile ormai sporadiche o in via di estinzione sul territorio italiano. 
Altre tipologie ambientali rilevanti sono: costa sabbiosa, foce fluviale, macchia mediterranea, filari e alberature, piccoli nuclei di pino domestico.

## Fauna
Fra i rettili è abbondante la testuggine d'acqua Emys orbicularis; la tartaruga comune (Caretta caretta) è segnalata accidentalmente, insieme alla testuggine di Hermann (Testudo hermanni). È inoltre presente il cervone (Elaphe quatuorlineata).
Presenza fra gli anfibi di Bombina pachypus, endemica dell'Italia peninsulare.
Tra i pesci: l'alosa (Alosa fallax) e la lampreda di fiume (Lampetra fluviatilis).
Da segnalare la presenza di Euplagia quadripunctaria, un insetto.
Per quel che riguarda l'avifauna, il Padule della Trappola è un'importantissima area di svernamento per uccelli acquatici (area di importanza internazionale e principale sito italiano di svernamento dell'oca selvatica (Anser anser), area di importanza nazionale per alcune altre specie), ma ospita anche uccelli terrestri di notevole interesse (ad esempio, zigolo golarossa (Emberiza leucocephala), regolare negli ultimi anni). Altrettanto importante il ruolo svolto come area di sosta durante le migrazioni.
Il tarabuso (Botaurus stellaris) è un migratore regolare, svernante presumibilmente regolare; il falco di palude (Circus aeruginosus) è migratore e svernante; il lanario (Falco biarmicus) è migratore e svernante, forse regolare; la moretta tabaccata (Aythya nyroca) è migratore regolare, svernante occasionale. La volpoca  (Tadorna tadorna) è migratore regolare, svernante irregolare; l'occhione (Burhinus oedicnemus) è sia nidificante che svernante, indicando il Padule come unico sito di svernamento regolare in Toscana. La ghiandaia marina (Coracias garrulus) è nidificante.

## Flora
Notevole la presenza di specie crassulente alofite salicorniformi. La zona umida è importante anche per lo svernamento di limicoli e la nidificazione di specie steppiche (Coracias garrulus).
Per quel che riguarda la fitocenosi, si segnalano i prati palustri fruticosi retrodunali (Carici extensae-Schoenetum nigricantis Arrigoni, Nardi, Raffaelli) di Principina (Parco della Maremma), i
salicornieti con Halocnemum strobilaceum della Trappola (Parco della Maremma).
Tra le specie vegetali ricordiamo il Limonium etruscum, specie endemica del Parco Regionale della Maremma. La stazione situata in prossimità di Foce d'Ombrone è scomparsa. Nel 2001 è stato realizzato un intervento di semina della specie in una stazione a nord di Foce d'Ombrone, nell'ambito di un progetto Life Natura. 
Presenza di Artemisia coerulescens var. palmata, una specie molto rara in Toscana, segnalata nei prati salsi del Parco della Maremma e del Palude di Scarlino, e di Halocnemum strobilaceum, specie presente in Toscana nell'unica stazione della Palude della Trappola.